# Paul Kahle
Paul Ernst Kahle (* 21. Januar 1875 in Hohenstein; † 24. September 1964 in Bonn) war ein deutscher protestantischer Theologe und Orientalist. 

## Biographie
Paul Kahle entstammte einer Familie, die hauptsächlich Lehrer und Pfarrer hervorgebracht hatte. Auch sein Vater war Lehrer, zunächst an einem Gymnasium und ab 1904 Provinzialschulrat mit dem Honorartitel Geheimrat. Auf Wunsch seines Vaters studierte Paul Kahle ab 1894 Theologie in Halle und ab 1895 zusätzlich Orientalistik in Marburg. Er wurde in Halle 1898 zum Dr. phil. promoviert. Schwerpunkte seiner weitgefächerten Interessen waren unter anderem die Erzählstoffe des ägyptischen Schattenspiels, die Geschichte des chinesischen Porzellans und arabische Historiographie. Nach Abschluss seines Studiums und anschließenden Handschriftenstudien in Berlin, London, Cambridge und Oxford legte er 1902 nach einem Besuch des Predigerseminars in Wittenberg sein Zweites Theologisches Staatsexamen ab. Im selben Jahr promovierte er in Halle zum Dr. theol.
Von 1902 bis 1903 war Kahle als stellvertretender Pfarrer in Brăila in Rumänien tätig. 1903 ging er nach Kairo, wo er bis 1908 die dortige evangelische Gemeinde betreute sowie die Deutsche Evangelische Oberschule leitete. 1909 habilitierte er sich in Halle für semitische Philologie mit einer Arbeit zum Thema Zur Geschichte des arabischen Schattenspiels in Egypten. Von 1909 bis 1914 lehrte er als Privatdozent für orientalische Sprachen in Halle, von 1909 bis 1910 war er Mitarbeiter am Deutschen Evangelischen Institut für Altertumswissenschaft des Heiligen Landes in Jerusalem sowie von 1910 bis 1914 Bibliothekar der Deutschen Morgenländischen Gesellschaft. 1918 wurde er zum Ordinarius für orientalische Philologie und Islam-Kunde nach Gießen berufen. Im Jahr zuvor hatte er die 18 Jahre jüngere Lehrerin Marie Gisevius geheiratet. Das Ehepaar hatte fünf Söhne (Wilhelm, Hans Hermann, Theodor, Paul Junior und Ernst).
1923 folgte Paul Kahle einem Ruf an die Bonner Universität, wo er das Orientalische Seminar ausbaute und um eine chinesische sowie eine japanische Abteilung erweiterte. Wiederholte Aufforderungen der Bonner Universitätsverwaltung ab 1933 einen Ariernachweis zu erbringen, beantwortete er mit den Worten:

„Bitte schicken Sie mir doch nicht immer wieder diesen Unfug. Sie haben doch kein Recht, von mir, einem Wissenschaftler und Philologen, zu verlangen, dass ich solchen Blödsinn unterzeichnen soll. Ich bin kein Arier. Es ist möglich, dass die Inder und Perser Arier sind. Ich bin weder Inder noch Perser. Ich bin ein Deutscher, und der Teufel weiß, was die Deutschen sind.“

Kahle unterzeichnete den Aufruf Deutsche Wissenschaftler hinter Adolf Hitler vom 19. August 1934, im VB veröffentlicht. 1935 empfahl er den jüdischen Indologen Walter Ruben für ein Stipendium, wofür er verwarnt wurde. Gleichzeitig wusste er seine guten Kontakte nach Berlin zur Förderung seines Seminars zu nutzen. Er war ein etwas weltabgewandter Gelehrter, der vorrangig an seinen Forschungen interessiert war und nicht an Politik, im Gegensatz zu seiner Frau Marie. „Möglicherweise hielt er es [...] für ausgeschlossen, dass sich das Regime an ihm, dem Gelehrten von Weltrang, tatsächlich vergreifen würde.“
Nachdem seine Frau und sein ältester Sohn Wilhelm jüdischen Geschäftsleuten nach der Reichspogromnacht 1938 geholfen hatten, ihre Geschäfte aufzuräumen (unter anderem Emilie Goldstein in deren Laden in der Kaiserstraße 22), kam es zu zahlreichen Repressalien – Schmierereien auf der Straße vor dem Haus, Drohanrufe und Prangerplakate – gegen die Familie Kahle. Wilhelm Kahle, der Musikwissenschaft studierte, wurde von der Universität Bonn verwiesen und das absolvierte Semester nicht angerechnet, da sein Verhalten „verwerflich“ gewesen sei. Paul Kahle erhielt das Verbot, die Universität zu betreten und wurde suspendiert. Es wurde ihm untersagt, an Veranstaltungen des Gelehrtenzirkels Bonner Geisterklub teilzunehmen, Kollegen grüßten ihn nicht mehr auf der Straße. Kahle konnte jedoch erreichen, dass er vorzeitig in den Ruhestand versetzt wurde.
1939 emigrierte Paul Kahle mit seiner Familie nach England, allerdings erst auf massiven Druck seiner Frau hin, da er selbst weiterhin die Gefahr nicht erkannte, in der man sich befand. Nachdem die Behörden die Flucht entdeckt hatten, wurde Paul Kahle und seinen Angehörigen die deutsche Staatsangehörigkeit aberkannt, ihm selbst sein Gießener Doktorgrad entzogen. Das Haus in der Kaiserstr. 61 und der Besitz der Familie, inklusive der rund 8000 wissenschaftlichen Bücher von Kahle, wurden konfisziert. In England wurde er zu Vorträgen eingeladen und erhielt eine Anstellung bei dem Sammler Alfred Chester Beatty, um dessen Handschriftensammlung zu katalogisieren. Zusätzliche Hilfe erhielt die Familie von der Society for the Protection of Science and Learning, die eigentlich zur Unterstützung jüdischer Wissenschaftler gegründet worden war.
Nach dem Krieg kehrte Paul Kahle zunächst nicht nach Deutschland zurück, erhielt aber den Status eines Professor emeritus in Bonn. Seine Ehefrau Marie starb 1948 als Folge des Raynaud-Syndroms. Seine wertvollen Bücher erhielt er 1949 zurück, nachdem bekannt geworden war, dass die Universität zu Köln diese für 11.500 Reichsmark von der Gestapo erworben hatte. Versuche, Paul Kahle als Gastwissenschaftler an die Bonner Universität zurückzuholen und ihm eine Ehrendoktorwürde zukommen zu lassen, scheiterten unter anderem daran, dass er 1942 für das British Foreign Office einen Bericht über seine ehemaligen Kollegen verfasst hatte und diesen nach dem Krieg als Privatdruck verteilte. Diesen Bericht fassten einige Kollegen als Anklageschrift und Verurteilung auf.
Erst 1963 siedelte Kahle zu seinem Sohn Paul nach Düsseldorf über. Er starb in Bonn nach einem Unfall an einem Gehirnschlag und wurde im Familiengrab seiner Schwiegereltern auf dem Friedhof am Rodtberg in Gießen beigesetzt.

## Wissenschaftliches Werk

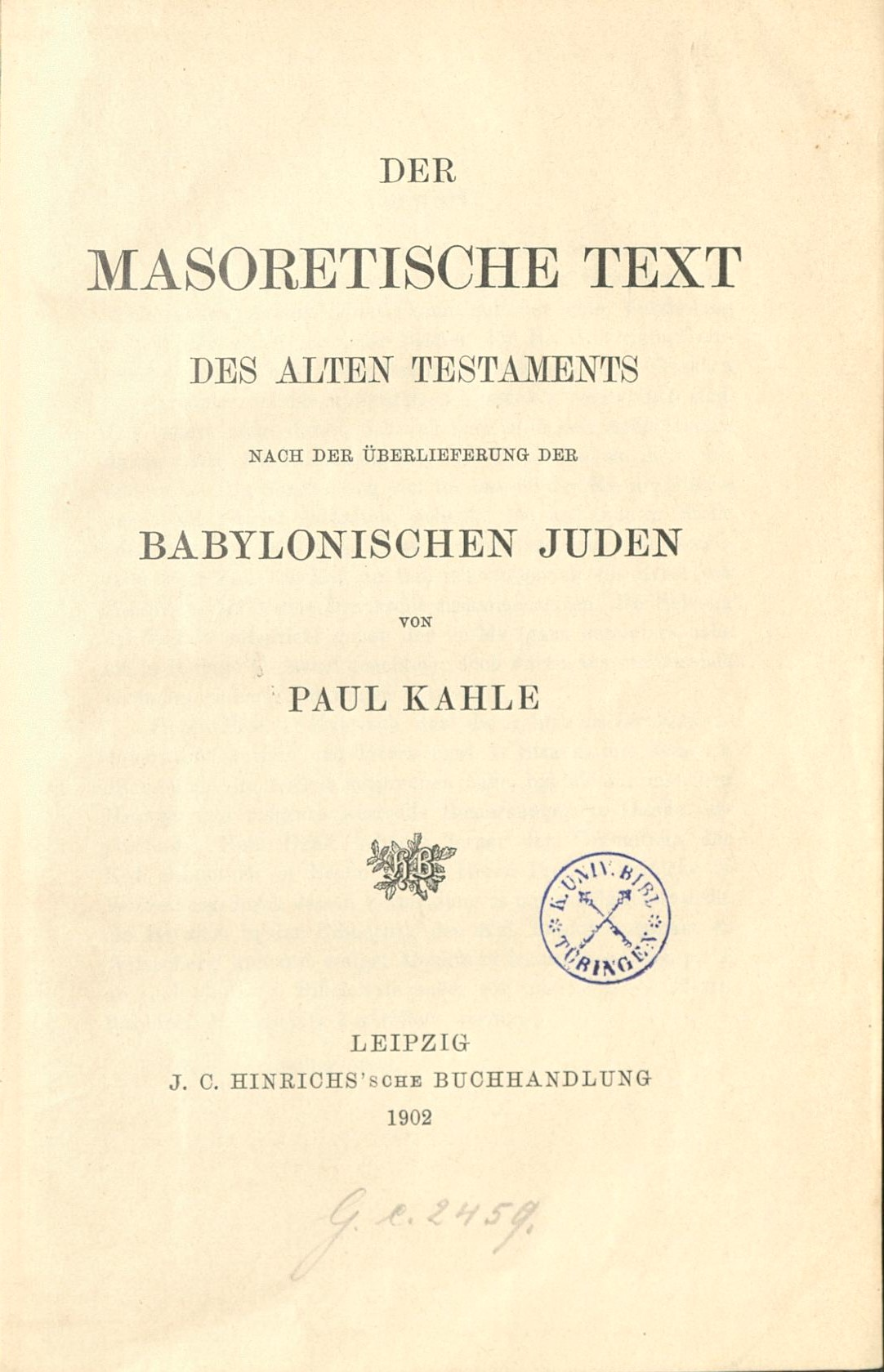
Dissertation (1902)

Kahle hatte sich schon in seinen beiden Hallenser Promotionsschriften mit dem Thema beschäftigt, das ihn sein gesamtes Leben lang begleiten und bis heute vor allem seinen Ruf als Wissenschaftler ausmachen sollte: Die Geschichte der hebräischen Sprache sowie des hebräischen Bibeltextes und seiner antiken Übersetzungen.
In der philosophischen Dissertation über das samaritanische Pentateuchtargum beschäftigte er sich mit der einzigen noch lebendigen Form des Hebräischen, das nicht durch die Vokalisierung der Masoreten von Tiberias geprägt ist.
In der theologischen Promotionsschrift untersuchte er die Handschrift Ms qu or 680 aus der Staatsbibliothek Berlin. Diese Handschrift umfasst große Teile der alttestamentlichen "Schriften" (Ketubim); sie kam aus dem Jemen nach Berlin und enthält vordergründig eine Vokalisierung (Punktation), die vom tiberiensischen System beeinflusst ist. Kahle konnte aber nachweisen, dass die Handschrift noch Spuren einer ursprünglicheren Punktation erkennen lässt, die aus Babylonien stammt und in mehrfacher Hinsicht vom tiberiensischen System abweicht. Später gelang es ihm, auch weitere Handschriften mit babylonischer Punktation zu identifizieren, die in der "Zeitschrift für die alttestamentliche Wissenschaft" von 1928 besprochen und z. T. in Photographie abgebildet sind. Neben dem babylonischen System der Punktation beschrieb Kahle auch ein älteres palästinisches System, das keine direkte Vorstufe des tiberiensischen Systems ist.
Aus der Beschäftigung mit den älteren nicht-tiberiensischen Punktationssystemen sowie mit den Umschriften in der Septuaginta bzw. den Hexapla des Origenes ergab sich für Kahle, dass das Hebräische der Masoreten von Tiberias, also die Grundlage des später allgemein anerkannten hebräischen Textes, keineswegs lebendige Volkssprache war, sondern mehr Konstruktion enthält als zuvor, zum Teil bis heute, angenommen. Das Hebräische, wie es in den heutigen Bibelausgaben vorliegt, und wie es zur Grundlage des modernen Iwrith diente, ist also eine (re-)konstruierte Bildungs- und Liturgiesprache, die sich dem Bedürfnis verdankt, eine für korrekt gehaltene Aussprache des Hebräischen möglichst genau darzustellen. Angeregt und gefördert wurde das Werk der Masoreten von Tiberias nach Kahle vor allem durch die Festlegung der Koranaussprache, die ebenfalls zum Teil Konstruktion ist, sowie durch das Aufkommen der Karäerbewegung.
Im Blick auf die Septuaginta vertrat Kahle die Auffassung, dass es keine allgemein anerkannte Urübersetzung gegeben habe, sondern eine Art griechisches Targum, das im Gottesdienst verschiedener Gemeinden verschiedene Form annahm. Die spätere Vereinheitlichung führte er demnach auf das sekundäre Bedürfnis nach einem Standardtext zurück. Damit widersprach er der Grundthese des Göttinger Septuaginta-Unternehmens, deren Vertreter wiederum ihm widersprochen haben.
Kahle war einer der Herausgeber der Biblia Hebraica von Rudolf Kittel, auch Kittelbibel genannt (abgekürzt BHK), zusammen mit Albrecht Alt und Otto Eißfeldt. 

## Nachlass
Sein wissenschaftlicher Nachlass befindet sich am Orientalischen Seminar der Universität Turin in Italien. Ein kleiner Teilnachlass befindet sich im Universitätsarchiv Bonn.

## Auszeichnungen
- 1907: Preußischer Kronen-Orden 4. Klasse
- 1939: Ernennung zum Ehrendoktor der Universität Oxford
- 1948: Wahl zum Mitglied (Fellow) der British Academy
- 1955: Großes Verdienstkreuz der Bundesrepublik Deutschland

## Veröffentlichungen (Auswahl)

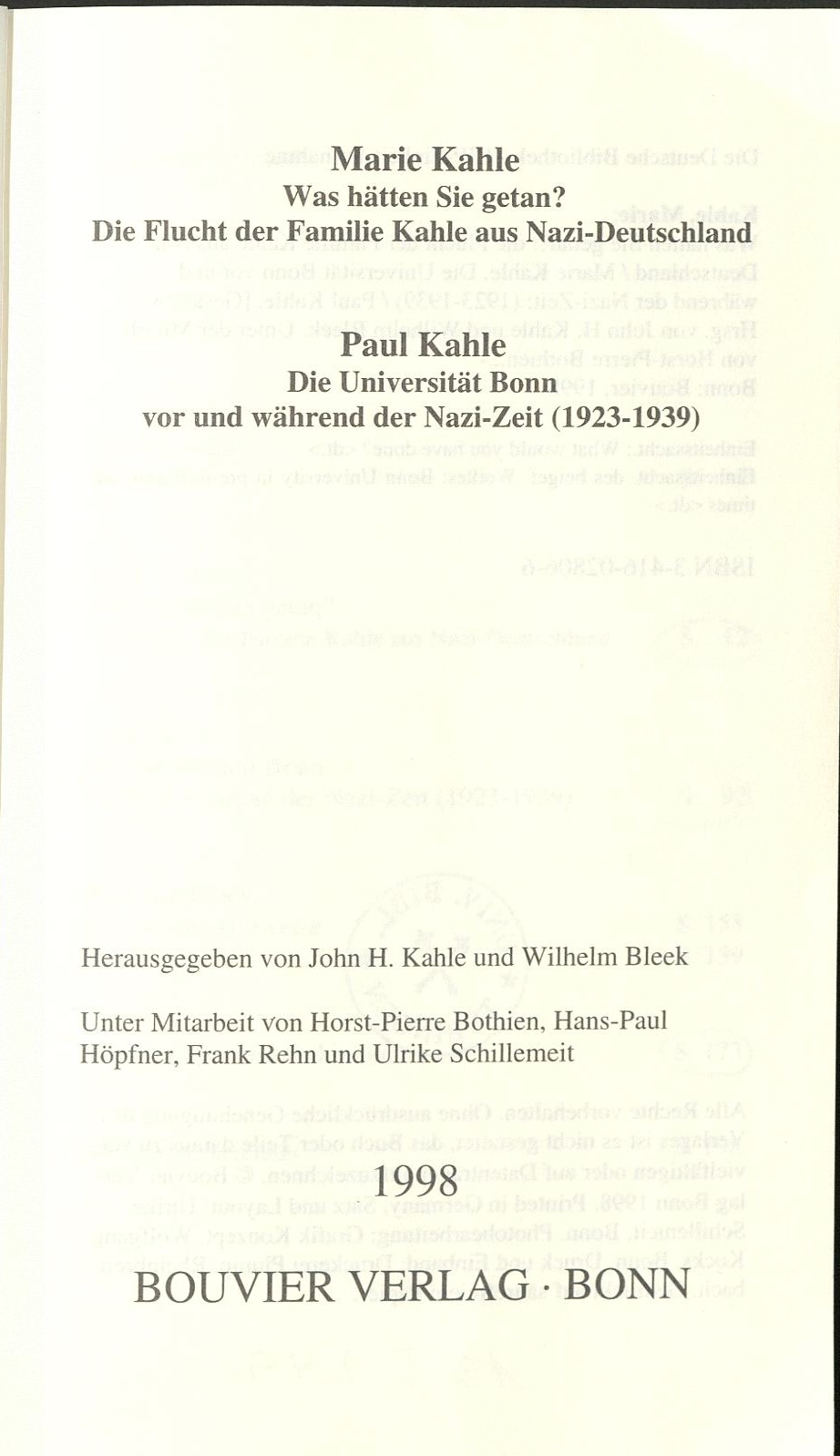
Die Universität Bonn vor und während der Nazi-Zeit (1998)

- Textkritische und lexikalische Bemerkungen zum samaritanischen Pentateuchtargum. [Diss. phil.] Halle 1898.
- Der masoretische Text des AT nach der Überlieferung der babylonischen Juden. [Diss. theol.] Halle 1902.
- Masoreten des Ostens. Die ältesten punktierten Handschriften des Alten Testaments und der Targume, BWAT 15, Leipzig 1913.
- Das Krokodilspiel (Liʿb et-Timsâḥ) ein egyptisches Schattenspiel nach alten Handschriften und modernen Aufzeichnungen herausgegeben und bearbeitet. In: Nachrichten von der Königlichen Gesellschaft der Wissenschaften zu Göttingen. Philologisch-historische Klasse aus dem Jahre 1915. Weidmannsche Buchhandlung, Berlin 1916, S. 288–359 (archive.org).
- Hans Schmidt, Paul Kahle, Dschirius Jusif: Volkserzählungen aus Palästina, gesammelt bei den Bauern von Bīr Zēt. 2 Bände. Göttingen 1918/1930.
- Piri Re'îs. Bahrîje. Das türkische Segelhandbuch für das Mittelländische Meer vom Jahre 1521, herausgegeben, übersetzt und erläutert. de Gruyter, Berlin 1926.
- Masoreten des Westens I, BWAT NF 8 Leipzig 1927: II, BWANT 3/14, Leipzig 1930.
- Der Leuchtturm von Alexandria. Ein arabisches Schattenspiel aus dem mittelalterlichen Ägypten. Kohlhammer, Stuttgart 1930.
- Die verschollene Kolumbuskarte von 1498 in einer türkischen Weltkarte von 1513. de Gruyter, Berlin/Leipzig 1933.
- Der hebräische Bibeltext seit Franz Delitzsch. 1961.
- R. Meyer (Hrsg.): Die Kairoer Genisa. Untersuchungen zur Geschichte des hebräischen Bibeltextes und seiner Übersetzungen. Berlin 1962 (englische Fassung PDF; 19,3 MB).
- Bonn University in Pre-Nazi and Nazi Times, 1923 – 1939: The Experience of a German Professor. Private Printing, London 1945.
  - Marie Kahle, Paul Kahle: Was hätten Sie getan? Die Flucht der Familie Kahle aus Nazi-Deutschland / Die Universität Bonn vor und während der Nazi-Zeit. Hrsg. von John H. Kahle, Wilhelm Bleek. Bonn: Bouvier, 1998, ISBN 3-416-02806-6.

## Literatur

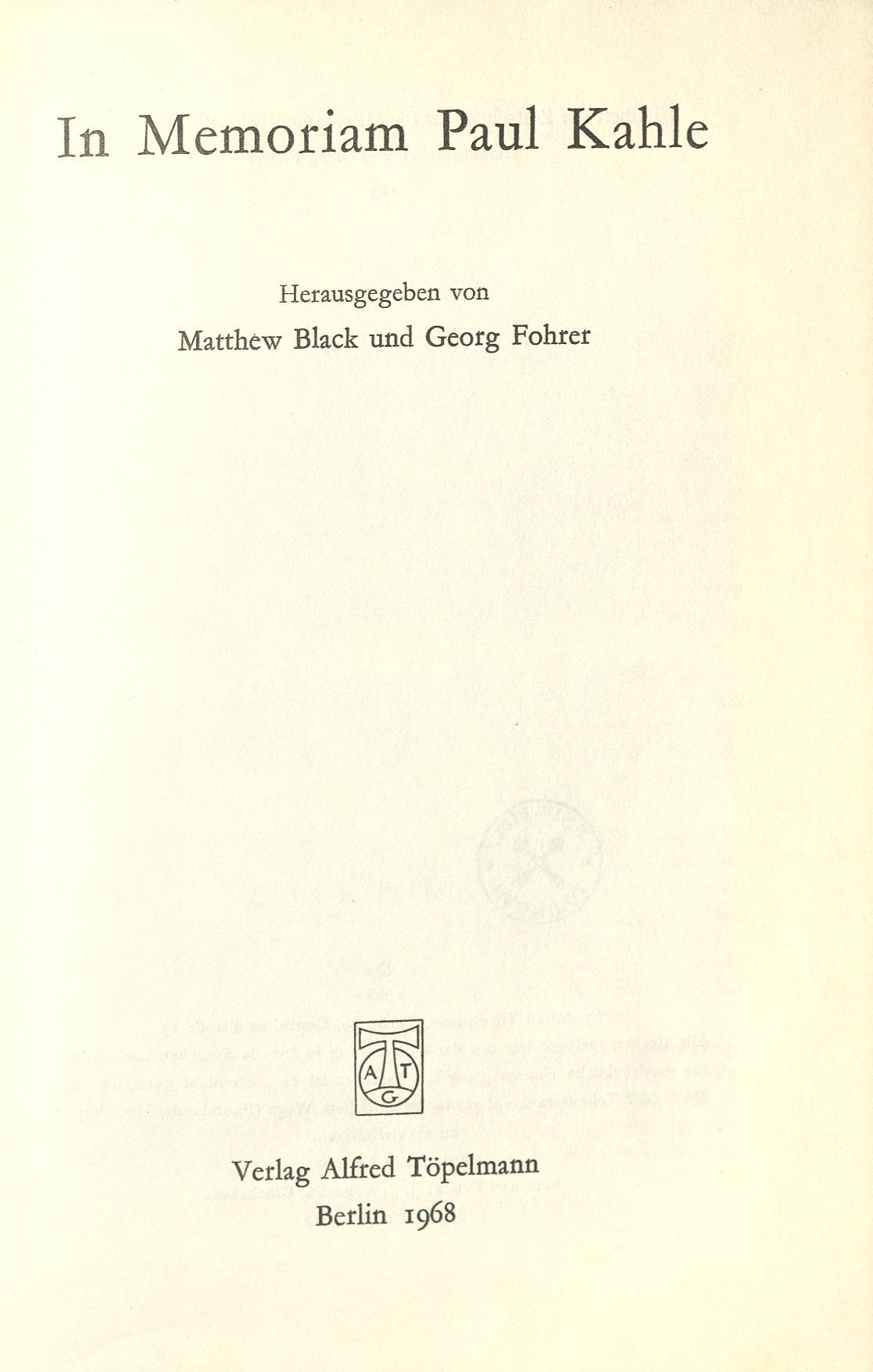
In Memoriam (1968)